# Cordula Stratmann

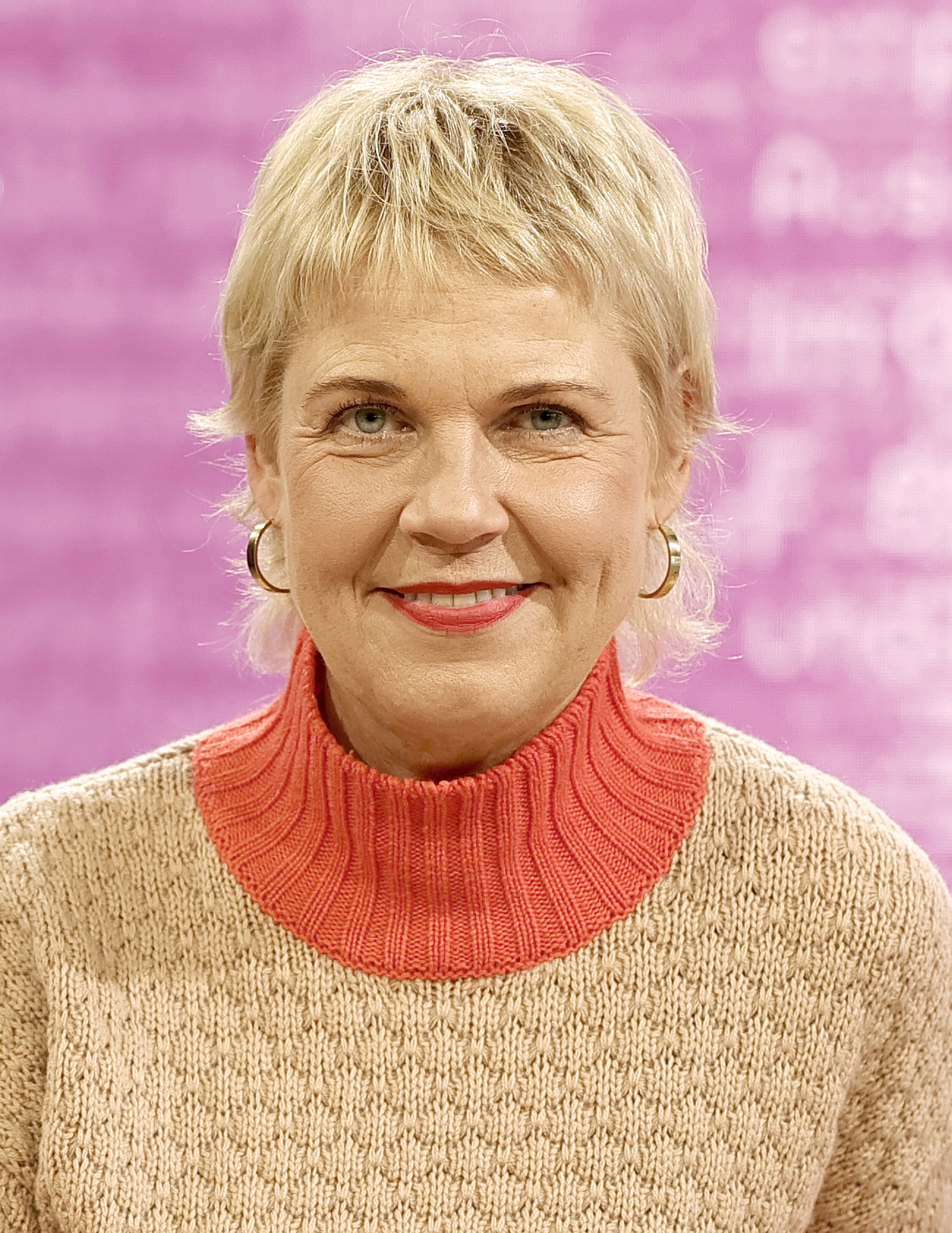
Cordula Stratmann auf der Frankfurter Buchmesse 2024

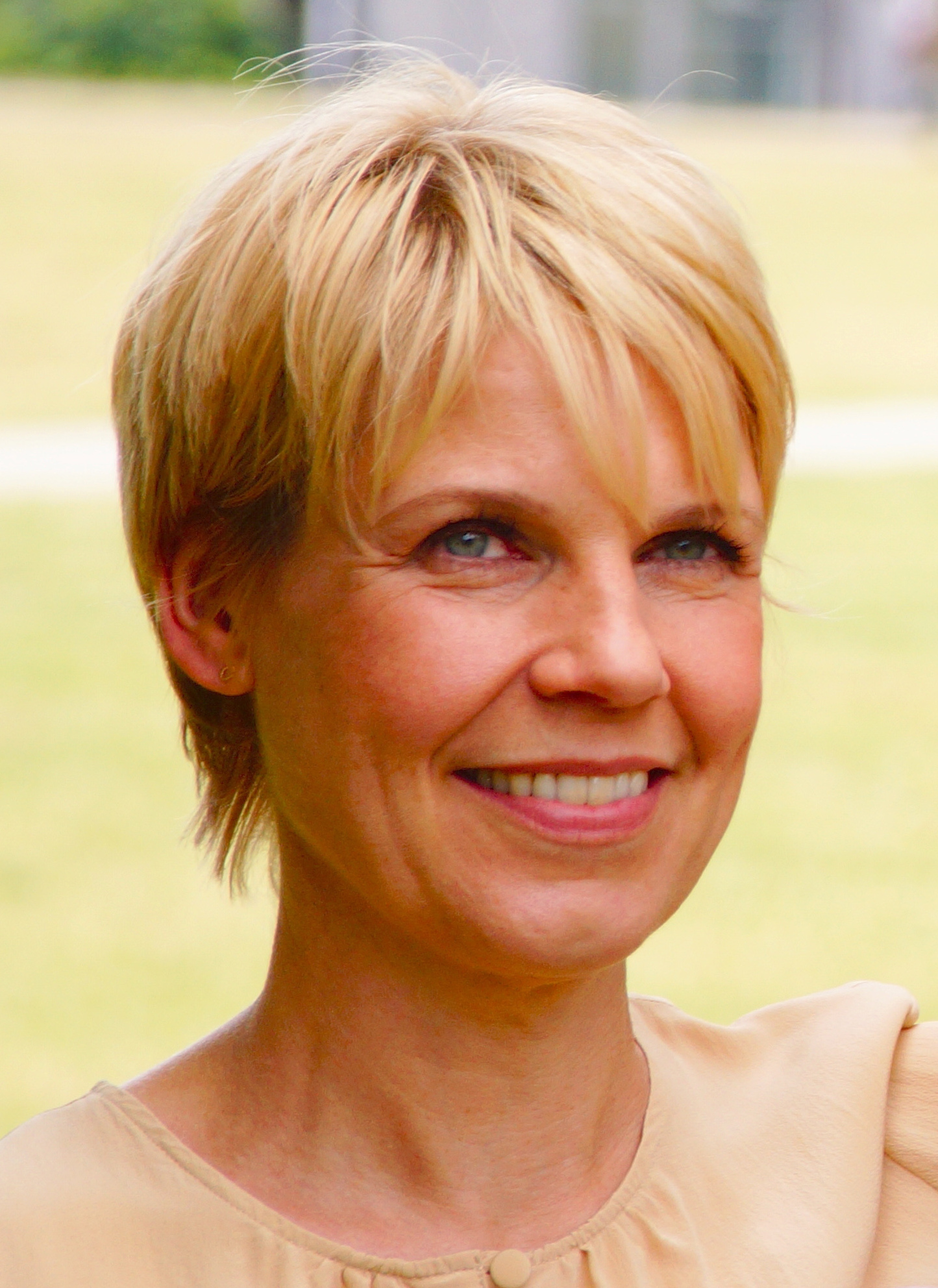
Cordula Stratmann, 2015

Cordula Stratmann (* 10. November 1963 in Düsseldorf) ist eine deutsche Komikerin, Schauspielerin, Moderatorin, Familientherapeutin und Schriftstellerin.

## Werdegang
Nach dem Abitur am Düsseldorfer St.-Ursula-Gymnasium studierte Cordula Stratmann Sozialarbeit an der Katholischen Hochschule Nordrhein-Westfalen in Köln. Während ihrer Arbeit in der Familienberatungsstelle des Jugendamtes in Pulheim machte sie eine Zusatzausbildung in systemischer Familientherapie.
Im Jahr 1990 entdeckte sie die Comedy für sich. Als Mitbegründerin der Kabarettgruppe Fatal Banal im selben Jahr trat sie bei verschiedenen Veranstaltungen auf. Die Figur der Annemie Hülchrath dachte sich Stratmann für eine Karnevalssitzung 1992 aus. Drei Jahre später bekam sie von Jürgen Becker das Angebot, bei der Sendung Mitternachtsspitzen im WDR Fernsehen mitzuarbeiten. 1993 erfand sie für ein Casting der Comedyshow Manngold auf tm3 die Figur Melanie und wurde für 16 Folgen unter Vertrag genommen.
1996 stieg sie aus ihrem Beruf in der Familienberatungsstelle aus und ging endgültig zum Fernsehen. Unter anderem drehte sie 1998 zwölf Folgen von Melanies Personalityshow Sonst gerne und stieg mit der Figur Annemie Hülchrath bei Zimmer frei! im WDR Fernsehen ein.
Stratmanns erstes Bühnenprogramm Andererseits wiederum … kam 2001 heraus und im Oktober wurde sie als „Beste Komikerin“ für den Deutschen Comedypreis nominiert.
Seit September 2004 war Cordula Stratmann wöchentlich als Hauptdarstellerin in der Improshow Schillerstraße auf Sat.1 zu sehen. 2005 erhielt sie für ihre Auftritte bei Schillerstraße gleich mehrere Preise: den Deutschen Fernsehpreis als „Beste Comedy-Serie“ und den Deutschen Comedypreis in den Kategorien „Beste Komikerin“ und „Beste Comedy-Serie“. Ende 2005 bis Anfang 2006 wurden Schillerstraße-Folgen gezeigt, in denen die zu der Zeit schwangere Stratmann in einem Fettanzug zu sehen war.
2007 erhielt sie für ihre komödiantischen und schauspielerischen Leistungen die Goldene Kamera und den Bayerischen Fernsehpreis. Im April 2007 verabschiedete sie sich aus der Serie Schillerstraße. Im Juli startete ihre Quizshow Das weiß doch jedes Kind! auf Sat.1, in der sie die Moderation übernahm.
Von der Sendung Zimmer frei! verabschiedete Stratmann sich im April 2008, indem sie als Annemie Hülchrath ankündigte, nach Polen auszuwandern. Im September 2008 veröffentlichte sie mit der Koautorin Marion Grillparzer ihr zweites Buch Ist dieses Buch ansteckend?. Im Juli 2008 lief die dritte Staffel von Das weiß doch jedes Kind! mit einem Prominentenspecial. Für Das weiß doch jedes Kind! Promi Spezial wurde sie erneut beim Deutschen Fernsehpreis in der Kategorie „Beste Show“ nominiert.
Das Hörbuch Ist dieses Hörbuch ansteckend? kam im Februar 2009 heraus. Das von ihr gelesene Hörbuch Die Leiden einer jungen Kassiererin von Anna Sam erschien im Juli 2009.
Im März 2010 lief ihr erster Fernsehfilm Ein Fall für Fingerhut, in dem sie die Hauptrolle einer Hobbydetektivin übernahm. Ab 27. August 2010 lief die Impro-Sitcom Wir müssen reden! (gemeinsam mit Annette Frier und Johann von Bülow), in der die Freundinnen Cordula und Annette in ihrem Stammitaliener über Gott und die Welt sprechen, immer freitags auf Sat.1; trotz sehr schlechter Quoten wurde die komplette erste Staffel ausgestrahlt.
2013 hatte sie eine Gastrolle in der Serie Danni Lowinski. Am 6. Mai 2013 spielte sie die Co-Moderatorin Claudia Akgün in Olli Dittrichs Comedy-Show Frühstücksfernsehen (ARD).
2015 war sie in zwei Serien als Protagonistin zu sehen: einerseits als Die Kuhflüsterin im Ersten und andererseits in Ellerbeck im ZDF.
Seit 2019 arbeitet sie zudem wieder als systemische Familientherapeutin mit eigener Praxis in Köln.

## Privates
Stratmann ist mit dem lit.Cologne-Mitgründer Rainer Osnowski verheiratet. Ihr Sohn Emil kam im März 2006 zur Welt. Sie hat zwei ältere Brüder.

## Filmografie (Auswahl)
Fernsehen
- 1993–1996   Manngold (16 Folgen)
- 2000–2008: Zimmer frei!

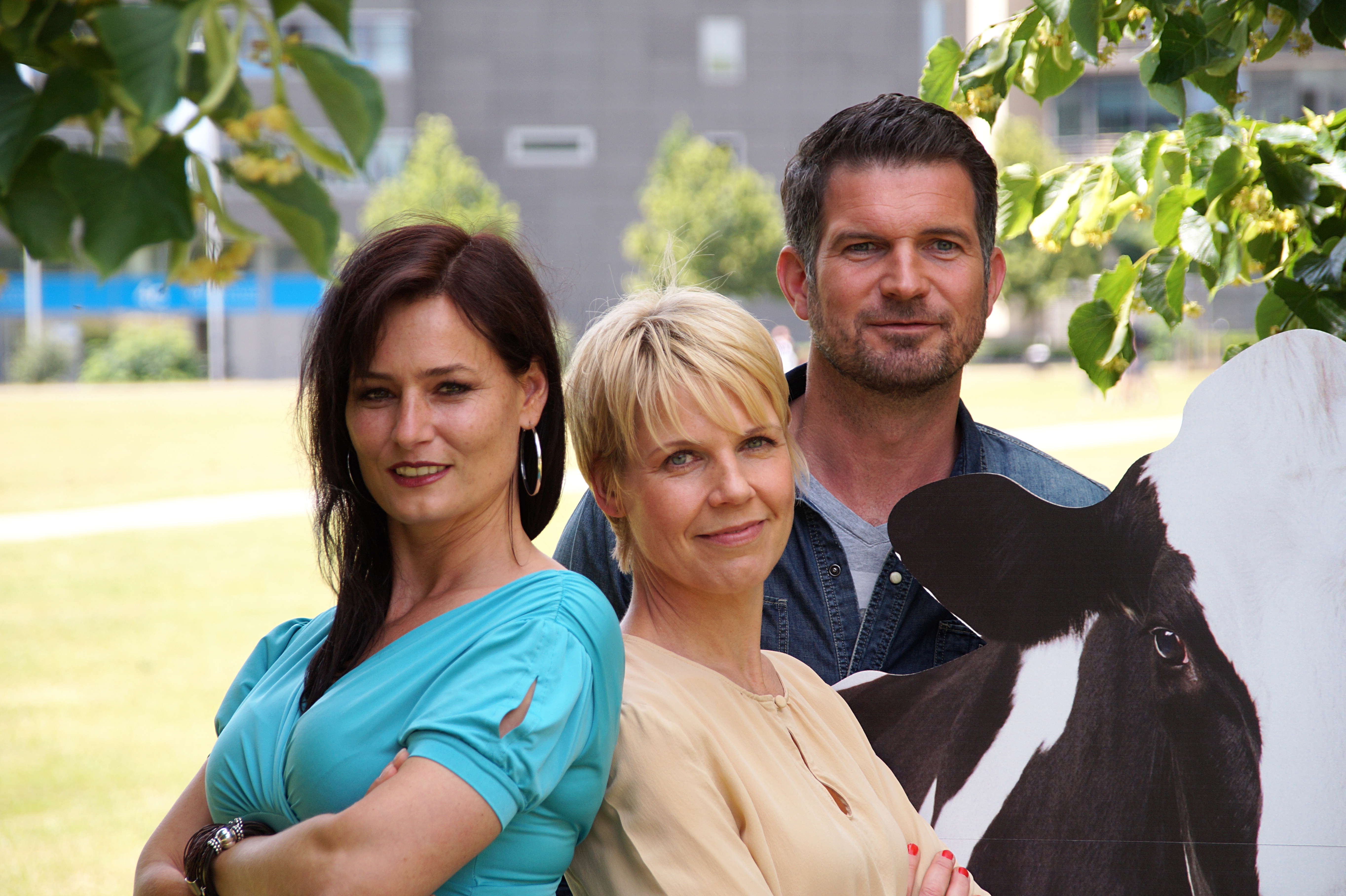
Sabine Lorenz, Cordula Stratmann, Simon Böer beim Pressetermin zur neuen ARD-Comedy-Serie Die Kuhflüsterin, Juni 2015

- 2002–2007: Annemie Hülchrath – Der Talk
- 2003: Genial daneben
- 2003–2004: Das Büro (3 Folgen)
- 2004: SOKO Köln (1 Folge)
- 2004–2007: Schillerstraße
- 2010: Wir müssen reden! (10 Folgen)
- 2010: Ein Fall für Fingerhut
- 2013: Danni Lowinski (2 Folgen)
- 2013: Frühstücksfernsehen
- 2015: Die Kuhflüsterin
- 2015: Ellerbeck
- 2016: Annemie kommt (WDR Fernsehen)
- seit 2016: Wer weiß denn sowas? (8 Folgen)
- 2017, 2018, 2019, 2024:  Kroymann (Satiresendung, 4 Folgen)
- 2021: Queens of Comedy (Satiresendung)
- 2023: LOL: Last One Laughing
- 2023: Club Las Piranjas (Fernsehserie, 4 Folgen)
- 2024: A Better Place (Fernsehserie)

Kino
- 2014: Alles ist Liebe
- 2016: SMS für dich
- 2019: Sweethearts
- 2019: Rocca verändert die Welt
- 2021: Es ist nur eine Phase, Hase

## Auszeichnungen
- 2005: Deutscher Comedypreis in den Kategorien Beste Komikerin und Beste Impro-Comedy (als Ensemble-Mitglied von Schillerstraße)
- 2005: Deutscher Fernsehpreis in der Kategorie Beste Comedy
- 2006: Romy in der Kategorie Beste Programmidee
- 2007: Goldene Kamera in der Kategorie Comedy
- 2007: Bayerischer Fernsehpreis in der Kategorie Comedy für Schillerstraße
- 2016: Radio Regenbogen Award für Schillerstraße in der Kategorie Comedy[2]
- 2021: Recklinghäuser Hurz, Ehren-Hurz[3]

## Werke
- Ich schreibe, aber lesen müssen Sie selbst. Kiepenheuer und Witsch, Köln 2003, ISBN 3-462-03344-1.
- Wie schnell wird aus einem Schnupfen eine offene TB? Hypochondrie für Anfänger (mit Ingo Naujoks und Gustav Peter Wöhler). Random House Audio, Köln 2007, ISBN 978-3-86604-672-6 (CD).
- Ist dieses Buch ansteckend? Erste Hilfe für Hypochonder (mit Marion Grillparzer). Gräfe und Unzer, München 2008, ISBN 978-3-8338-1096-1; als Taschenbuch: Goldmann, München 2010, ISBN 978-3-442-17199-6; als Hörbuch: Ist dieses Hörbuch ansteckend? Hoffmann und Campe, Hamburg 2009, ISBN 978-3-455-30647-7 (2 CDs).
- Sie da oben, er da unten. Roman. Kiepenheuer und Witsch, Köln 2010, ISBN 978-3-462-03935-1.
- Danke für meine Aufmerksamkeit. Roman. Kiepenheuer und Witsch, Köln 2013, ISBN 978-3-462-04525-3.
- Wo war ich stehen geblieben? Grübeleien und Geistesblitze. dtv, München 2024, ISBN 978-3-423-28443-1.